# 33586 Keeley
33586 Keeley este o planetă minoră (asteroid), cu un diametru de 6,367 km, din centura de asteroizi. A fost descoperită pe 10 mai 1999 la Experimental Test Site⁠(d) de Lincoln Near-Earth Asteroid Research. 
Obiectul prezintă o orbită caracterizată de o semiaxă mare de 2,560414 UAi, o excentricitate de 0,1, o înclinație de 6,65386 ° în raport cu ecliptica.